# Rolland-Georges Gingras
Rolland-Georges Gingras (* 21. April 1899 in Québec (Stadt); † 14. Dezember 1964 ebenda) war ein kanadischer Organist, Musikkritiker und Komponist.

## Leben und Wirken
Gingras hatte im Alter von zwölf Jahren ersten Klavier- und Orgelunterricht bei Omer Létourneau und war dann Schüler von Joseph-Arthur Bernier, Henri Gagnon und Berthe Roy. Außerdem studierte er Harmonielehre bei Robert Talbot und Edmond Trudel.
Seit 1914 wirkte er als Organist an verschiedenen Kirchen der Stadt Quebec, so an St-François d’Assise (1925–1950) und St-Albert-le-Grand (1950–1964). Als Impresario organisierte er Auftritte von Yvonne Hubert, Gilberte Martin und André Mathieu. Daneben schrieb er als Reporter und Musikkritiker für verschiedene kanadische und französische Zeitschriften.
Gingras komponierte vorrangig Vokalmusik – darunter eine Operette – und war Gründer und Direktor der Association des chanteurs de Québec. Schließlich veröffentlichte er auch mehrere musikwissenschaftliche Werke.

## Schriften
- Les Hymnes nationaux, Quebec 1934
- Questionnaire de théorie musicale

## Werke
- L’Appel du missionnaire, Operette, 1925
- Douze Chansons de France
- Cantique officiel de la Ligue catholique féminine
- Quatre Chansons populaires für Solisten, Chor und Orchester